# Epirhyssa diatropis
Epirhyssa diatropis är en stekelart som beskrevs av Porter 1978. Epirhyssa diatropis ingår i släktet Epirhyssa och familjen brokparasitsteklar. Inga underarter finns listade i Catalogue of Life.